# Castelo de Château des Réaux
O Château des Réaux é um castelo medieval situado na comuna Chouzé-sur-Loire, no departamento de Indre-et-Loire, região Centro. Está listado como monumento histórico desde 1930.

## História
O castelo Château des Reaux pertenceu, no século XIV, a Amaury Péau, logo a Jeanne de Peau Montejean, Condessa de Sancerre, Antoine de Breuil, e a Gilles de Brye em 1455. Em ruínas, no século XV, o castelo foi adquirido pelo avô de Jean Briçonnet, primeiro prefeito de Tours.
Da antiga fortaleza medieval resta o plano geral de edifício: uma ilha cercada por todos lados por grande fosso, cuja função tem sido de garantir a segurança.
O castelo atual foi construído no local do antigo castelo pelo neto de Jean Briçonnet, filho de William Briçonnet, senhores da região então chamada Plessis-Rideau. Também foi habitado por Thibaut de Longuejoue e seus descendentes, família Taveau. Um casamento em 1595 trouxe o castelo a família de La Béraudière. François de La Béraudière o herdou e o castelo foi vendido por uma soma de cento e quinze mil libras, por volta de 1650, a um escritor e poeta Gédéon Tallemant des Réaux, onde o castelo tornou-se sua casa, e, desde 30 de julho de 1653, é chamado por seu nome por meio de permissão de um decreto real.

## Galeria da arte contemporânea (exposição permanente)
Dentro do castelo Château des Réaux é inaugurado uma galeria (exposição permanente) de pinturas dedicadas ao tema das pernas humanas, pernas das mulheres e dos homens, titulado «As pernas das mulheres e dos homens no início da Arte do terceiro milénio». 
O conceito principal desta galeria-exposição de arte contemporânea é de «impulsar a investigação criativa e fazer do tema da exposição um bjeto principal das obras».
O conteúdo da galeria, 760 pinturas de 530 artistas de mais de 40 países do mundo, é o resultado de um concurso internacional, que foi lançado em 2007. Esta exposição foi criada como parte dos preparativos para celebração do sexto centenário da fundação do castelo Château des Réaux. A galeria da arte contemporânea do castelo Château des Réaux foi premiado com um diploma «Mérito e Dedicação às artes » emitido pela Academia Mazarine. A exposição das pinturas está disponível para visitas (visitas guiadas inclusive) individuales e coletivas o ano todo. 
As pinturas foram selecionados com base de seu conformidade com a quatro subdivisões do tema principal:
- Pernas «clássicos e alegrias» do terceiro milénio 
- Uma visão humorística ou satírica das pernas contemporâneos
- A evolução das pernas de homens até presente 
- Uma visão pessoal do pintor de quatro pernas de duas pessoas na mesma obra
Entre muito pintores que apresentaram seu obras são: Béatrice Le Limantour, Konstantin Altunin, Annalisa Avancini, Javier Azurdia, Stefan Burger, Ghyslaine Chirat-Leonelli, Sylvain Dez, Giovanni Faccioli, Eva Fellner, Olga Glumcher, Mel Ramos, e muitos outros.

## Imagens

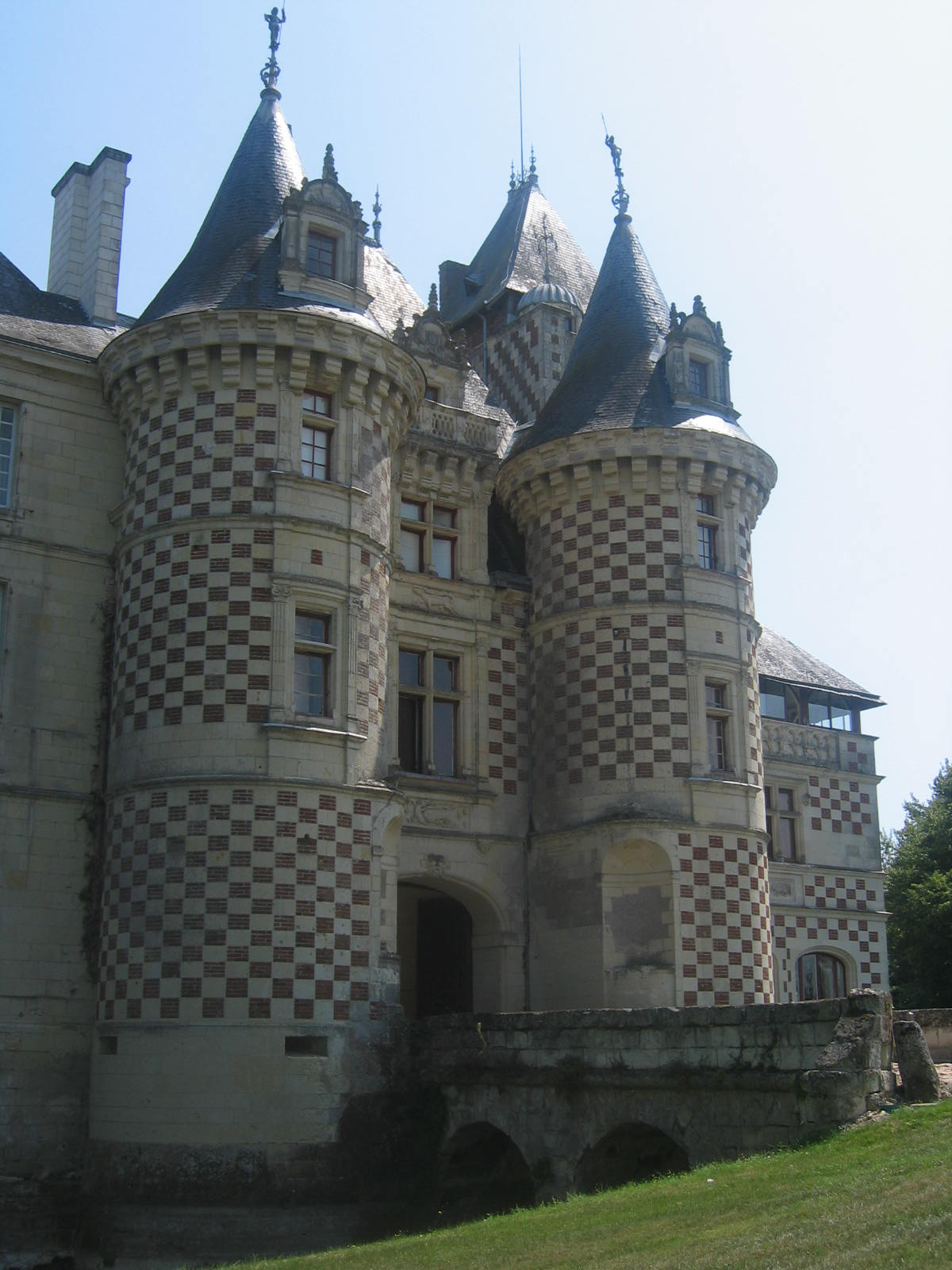
Castelo Château des Réaux
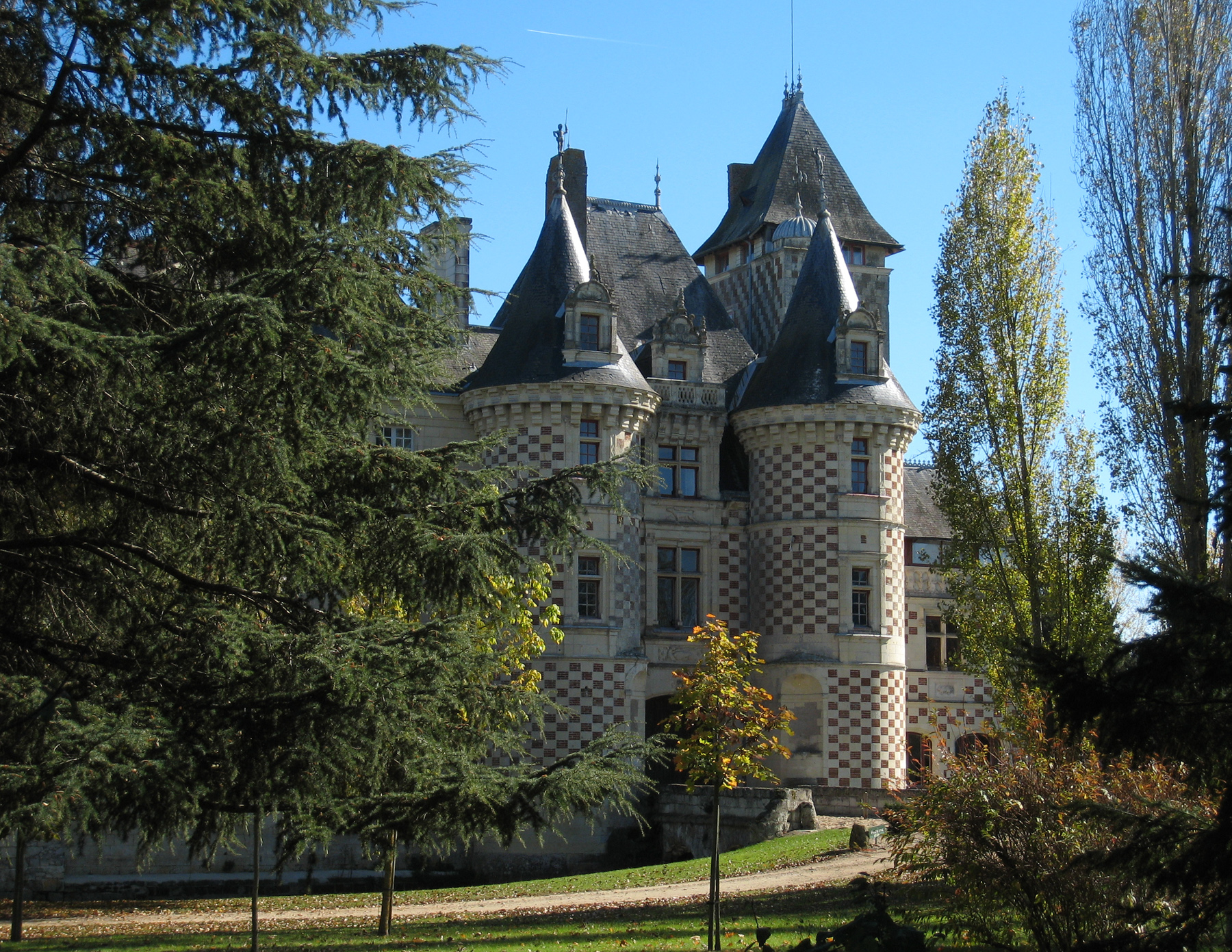
Castelo Château des Réaux, visão do desde o parque adjacente
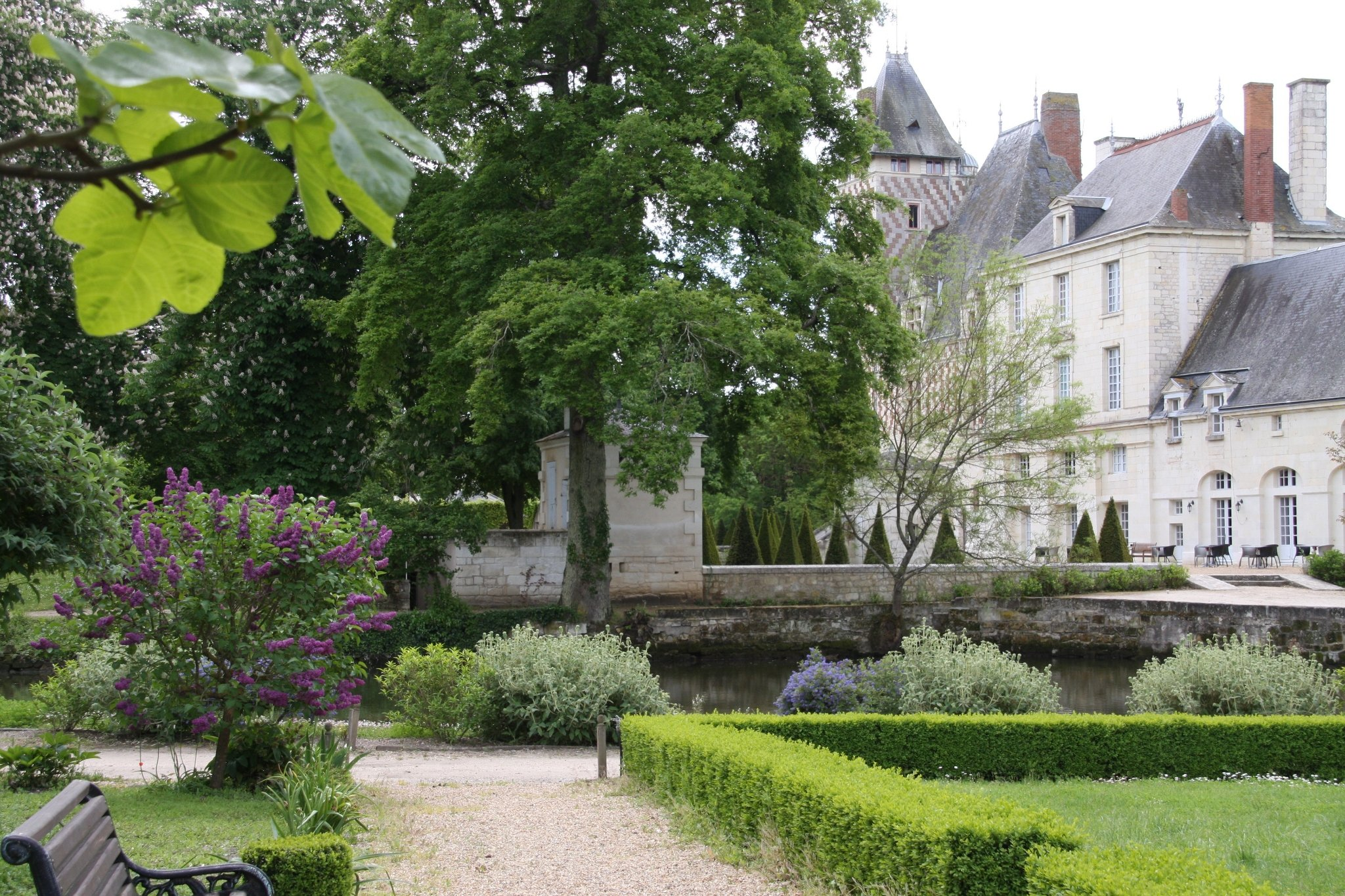
Lilás em parque de Jean Brisonne
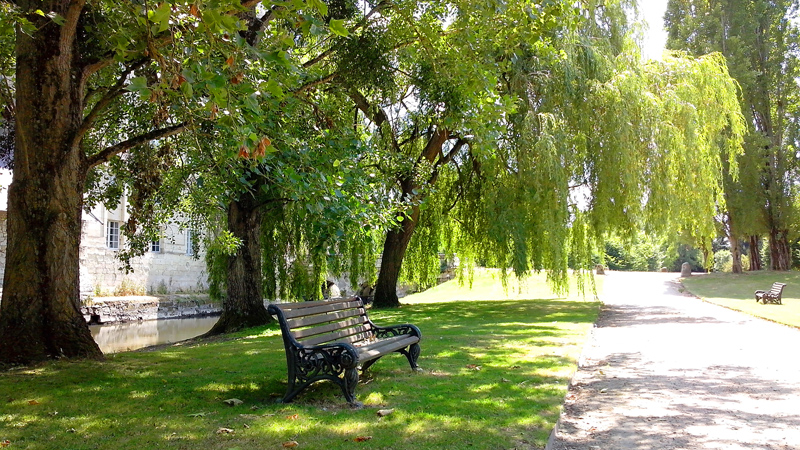
Salgueiro em parque
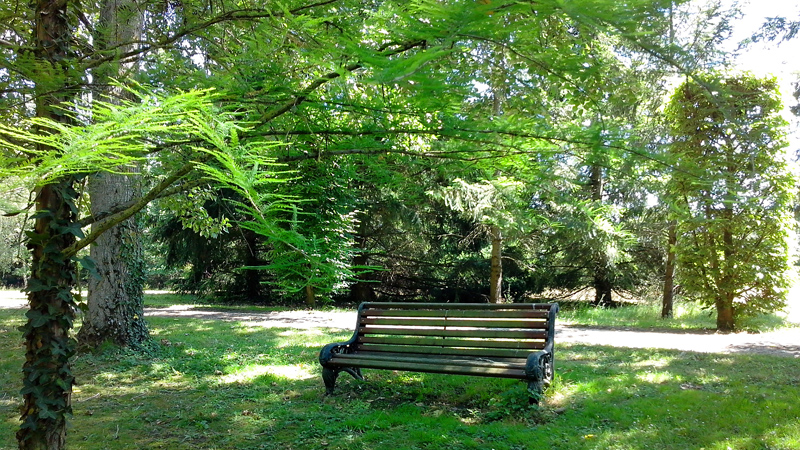
Parque de Jean Brisonne
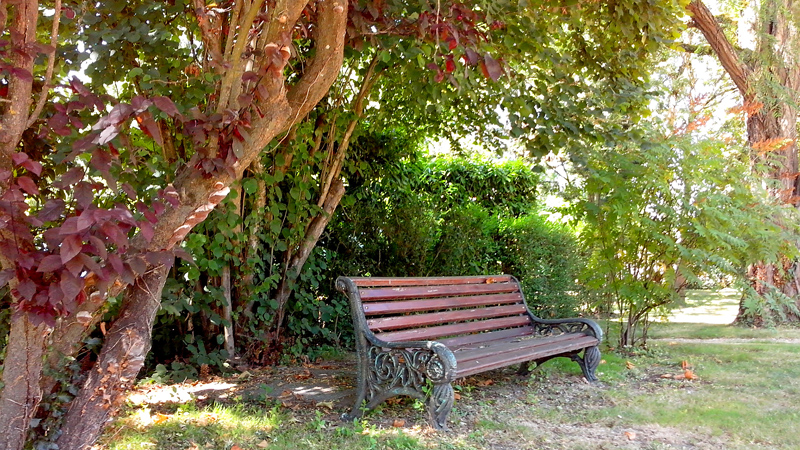
Banco em parque
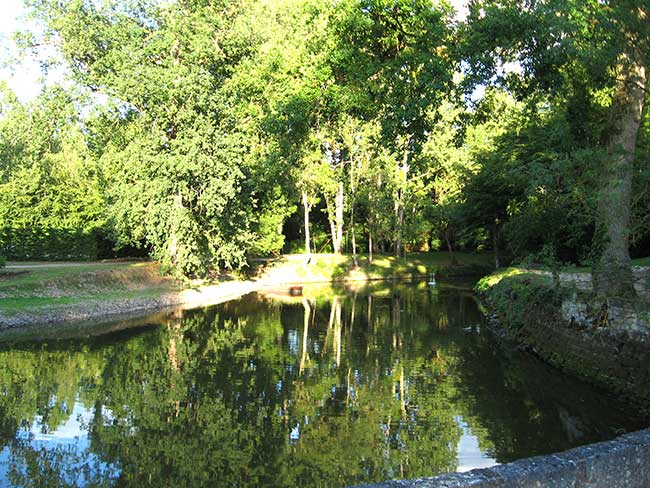
Tanque em parque